# 周门
周门（广州话拼音：zau1 mun2），是广州的一条老村，地处西关平原北边，旧时为南海縣荔溪鄉三約之一，现属于中华人民共和国广东省广州市荔湾区彩虹街道，在中山八路北邊、荔湾路西邊、广茂铁路東南邊，村内有荔灣圖書館及廣州市西關外國語學校。

## 历史
周门村北有驷马涌流经；南面地势平缓，曾经是一片农田。这条村因为是周氏族人聚居，所以叫周门。周门旧时也叫荔湾西约、荔枝湾洲背，是荔溪乡三约之一。周门村也是旧荔枝湾故址、南汉御苑，大约在南宋咸淳年间开村，村祖是周观达、周观定两兄弟，后人开办了周氏宗祠及议事厅。
周门村在明清两代隶属南海县金利司恩洲堡。民国时期，属广州市西禅区。1950年，西禅区并入长寿区，属广州市长寿区。1951年，属广州市西村区彩虹街。1952年9月，改属西区，属广州市西区彩虹街。1960年5月，属西区西村人民公社管理委员会；同年8月，西区改名荔湾区。1961年8月，撤社复街，属荔湾区彩虹街。1985年10月，属广州市荔湾区彩虹街西园社区，持续至今。

## 古迹
| 名         | 地址            | 現況 |
| ---------- | --------------- | ---- |
| 北帝廟     | 周門大街26-30號 | 现存 |
| 土地廟     | 周門一巷2號     | 已拆 |
| 呂祖廟     | 周門村口門樓右  | 已拆 |
| 社公廟     | 周門村口門樓左  | 已拆 |
| 周氏宗祠   | 周門村西北      | 已拆 |
| 荔灣周公祠 | 周門大街        | 已拆 |

## 交通
旧时周門只能够走出去大馬路坐車，如今有413路巴士进入周門。

## 街巷
- 周門路，東西向，東連荔灣路，西接周門街；
- 周門街，南北向，南連中山八路，北接周門路；
- 周門南路，南連中山八路，向北同周門街交接，又在周門路口同周門北路交接；
- 周門北路，南連周門路，北接西华路。
- 周門西街，同周門街平行，在周門街西邊。